# Johannes Matthias Sperger

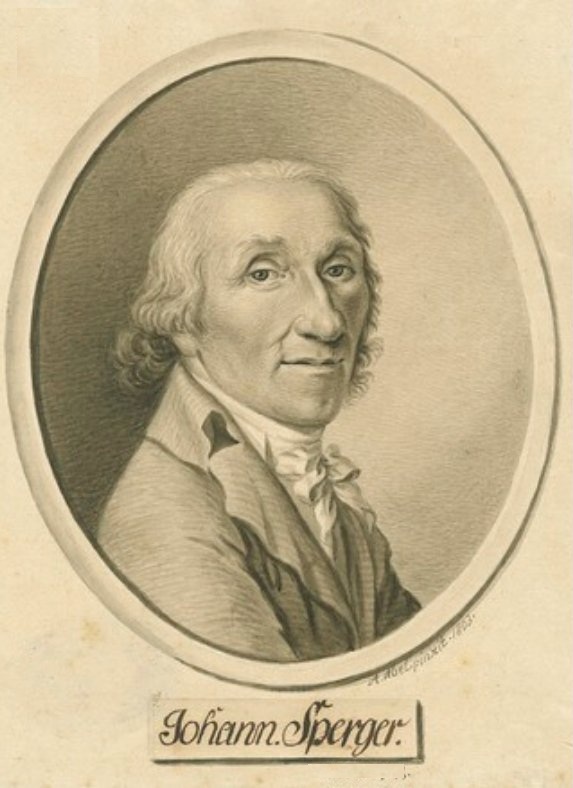

Johannes Matthias Sperger, auch Johann Matthias Sperger, Giovani Sperger (* 23. März 1750 in Feldsberg; † 13. Mai 1812 in Ludwigslust) war ein Kontrabassist und Komponist.

## Leben und Wirken

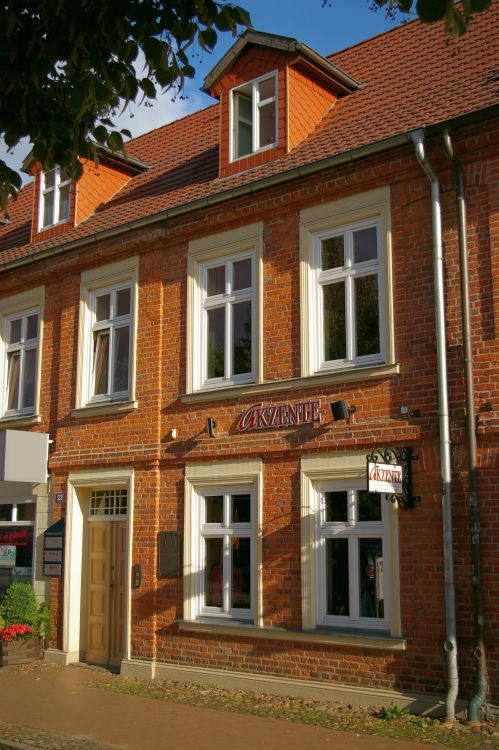
Spergers Wohnhaus in Ludwigslust von 1789 bis zu seinem Tod 1812

Johannes Matthias Sperger wurde in Feldsberg – damals Niederösterreich, heute Valtice, Tschechische Republik – geboren und ab 1767 in Wien zum Kontrabassisten und Komponisten ausgebildet. 1776 heiratete er Maria Anna Barbara Firani aus Linz. Er wirkte ab 1777 in der Hofkapelle des Erzbischofs von Pressburg. Ab 1778 war er Mitglied in der Wiener Tonkünstlersozietät, in deren Konzerten er mit eigenen Werken und als Solist auftrat. Von 1783 bis 1786 war Sperger Mitglied der Hofkapelle des Grafen Ludwig von Erdődy in Kohfidisch. Von 1786 bis 1789 unternahm er Konzertreisen und bemühte sich um eine feste Anstellung, unter anderem am preußischen Hof. Anfang April 1788 spielte er Herzog Friedrich Franz I. in Ludwigslust vor. Nach einer Italienreise fand Sperger im April 1789 sein Anstellungsdekret vor und trat als erster Kontrabassist der Mecklenburgisch-Schweriner Hofkapelle in Ludwigslust im Juni 1789 seinen Dienst an. 1792 führte eine Konzertreise nach Lübeck, 1793 nach Berlin und 1801 nach Leipzig, wo er mit dem Gewandhausorchester konzertierte. 1812 starb er in Ludwigslust an Nervenfieber.

## Werke und Nachlass
Johannes Sperger schrieb mehr als 44 Sinfonien, Instrumentalkonzerte (Konzert für Viola, Konzert für Violoncello, 18 Kontrabasskonzerte, Konzert für Flöte, zwei Konzerte für Trompete, drei Konzerte für Horn, Sinfonie concertante), Sonaten, Rondos und Tänze, Kantaten, Chöre und Arien. Seine „Feldpartien“ genannten Harmoniemusiken für Bläser stammen zumeist aus seiner Pressburger Schaffenszeit.
Den Nachlass Spergers übergab seine Witwe 1816 an die großherzoglichen Sammlungen. Der Bestand umfasst annähernd 500 Positionen, darunter 43 seiner Sinfonien und sämtliche 31 Konzerte. Neben den eigenen Werken sammelte Sperger vor allem Kontrabass-Literatur, so von Franz Anton Hoffmeister, Carl Ditters von Dittersdorf, Wenzel Pichl, Johann Baptist Vanhal sowie Anton Zimmermann. Großherzog Friedrich Franz I. sorgte für den Erhalt der einmaligen Sammlung, die heute in der Landesbibliothek Mecklenburg-Vorpommern Günther Uecker verwahrt und zunehmend erschlossen wird.

## Johann-Matthias-Sperger-Wettbewerb
Um die bedeutenden Werke Spergers, die er nicht nur für den Kontrabass schrieb, zu würdigen und sie wieder bekannter zu machen, wurde von Klaus Trumpf am 17. April 2001 die Internationale Johann-Matthias-Sperger-Gesellschaft gegründet. Diese richtet alle zwei Jahre den Internationalen Johann-Matthias-Sperger-Wettbewerb für Kontrabass aus, der mit 8.500 Euro für den ersten Platz und 4.500 Euro für den zweiten Platz dotiert ist. Am ersten Wettbewerb im Jahre 2000 nahmen 65 Teilnehmer aus über 20 Ländern teil. Schirmherren waren ab 2000 Zubin Mehta und Anne-Sophie Mutter, ab 2010  Nikolaus Harnoncourt. Im Jahr 2018 fand bereits der zehnte Wettbewerb in Ludwigslust statt. Die Schirmherrschaft hatten der Dirigent Thomas Hengelbrock und Birgit Hesse (Ministerin für Bildung, Wissenschaft und Kultur Mecklenburg-Vorpommern) inne.

## Denkmal

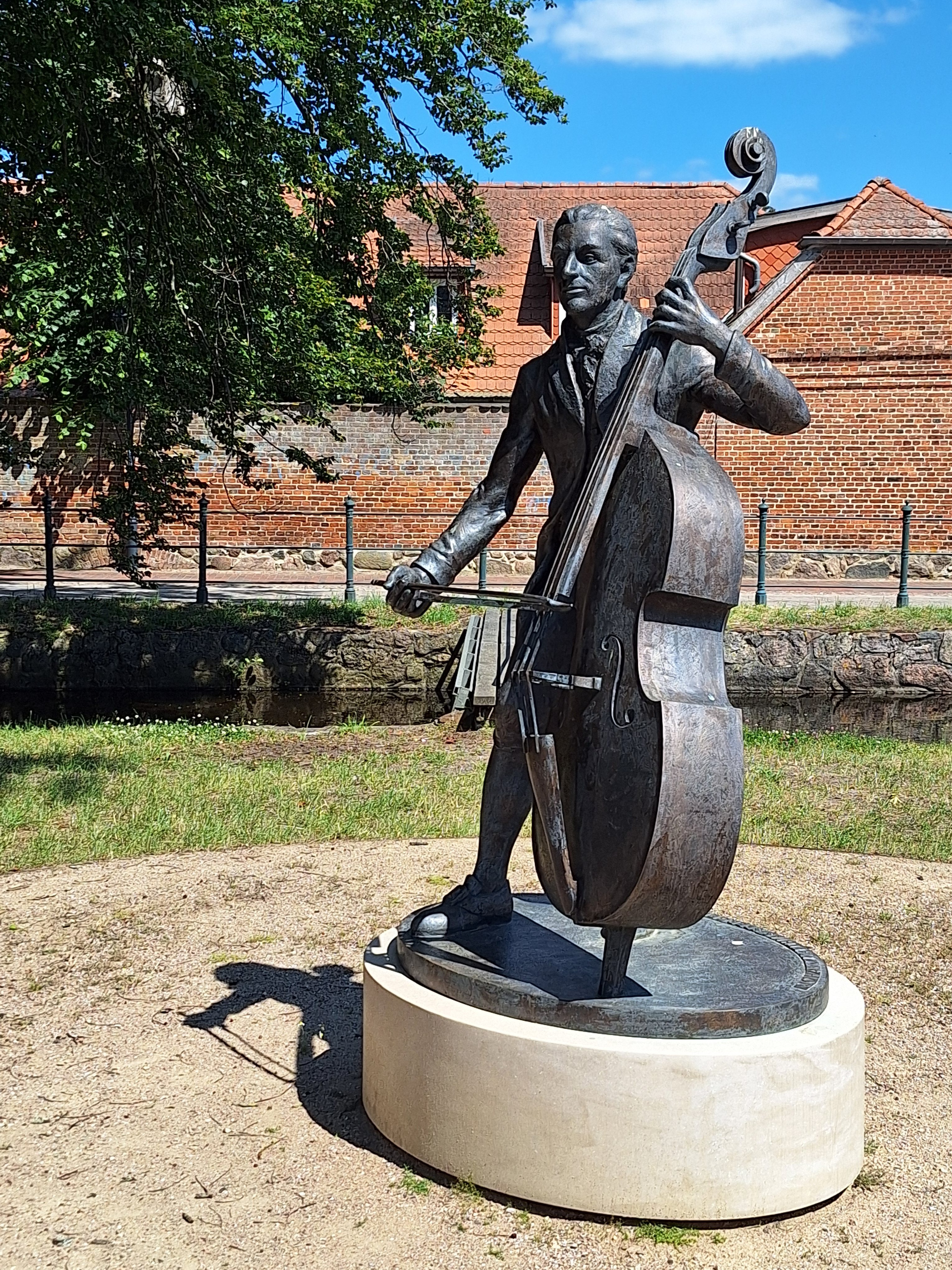
Sperger-Denkmal in Ludwigslust

Seit 2018 erinnert in Ludwigslust ein von dem Bildhauer Andreas Krämmer geschaffenes Denkmal am Schlossbassin an den Künstler.

## Sonstiges
In dem Buch Der Kontrabass von Patrick Süskind findet sich eine Bemerkung über Sperger und seine Kontrabasskompositionen, wobei der Protagonist des Buches wegen ihrer „Unspielbarkeit“ auf diese Werke eher schlecht zu sprechen ist.